# Isabelle Caro
Pour les articles homonymes, voir Caro.
Isabelle Caro, née le 9 septembre 1980 à Aubergenville (Yvelines) et morte le 18 novembre 2010 à Paris 18e, est une comédienne et mannequin de nationalité française.
Elle écrit en 2008 son livre autobiographique La Petite fille qui ne voulait pas grossir où elle décrit son anorexie.

## Biographie
Souffrant d'anorexie mentale depuis ses douze ans à cause d'une enfance difficile, Isabelle Caro était un symbole de ce trouble des conduites alimentaires depuis 2007 où, photographiée nue par Oliviero Toscani dans le cadre d'une campagne italienne contre l'anorexie (No Anoressia), elle suscita la polémique. Elle pesait alors 31 kg pour 1,65 m ; la publicité avait été retirée car elle coïncidait, volontairement, avec la semaine des défilés de Milan : le but était de « choquer pour sensibiliser les consciences ». La photographie avait été par la suite affichée, notamment en France. Isabelle Caro a également collaboré avec d'autres photographes comme Philippe Warrin et Gérard Rancinan.
En 2008, elle avait écrit un livre autobiographique La Petite fille qui ne voulait pas grossir.
Passée notamment par le Cours Florent, elle a tenu un rôle dans Les Aventures extraordinaires d'Adèle Blanc-Sec (2010) de Luc Besson.
Elle est morte à l'hôpital Xavier-Bichat de Paris au retour d'un voyage professionnel à Tokyo. Le décès d'abord annoncé à la suite d'une pneumopathie, serait dû à une erreur médicale, voire de « négligences », d'après son père qui a déposé plainte pour homicide involontaire.
La mère d'Isabelle Caro s'est suicidée peu après la mort de sa fille, le 4 janvier 2011. Elles sont toutes deux inhumées au nouveau cimetière de Méjannes-le-Clap (Gard).
Lors d'une émission de télévision de Marc-Olivier Fogiel, elle a prétendu être la fille cachée d'une personnalité publique, sans donner plus de précision, qui aurait refusé de la rencontrer.

## Théâtre
- 1999 : L'Éveil du printemps, de Frank Wedekind
- 2002 : Jacques et son maître de Milan Kundera
- 2002 : Le Roi des Aulnes - Rachèle, de Michel Tournier
- 2004 : La Question aux pieds nus de Philippe Tancelin
- 2008 : Esquisse de Sarah Kane
- 2009 : 4.48 Psychose de Sarah Kane

## Filmographie

### Cinéma
- 2008 : Storia di un'immagine, de Leandro Manuel Emede (en)
- 2009 : Les Aventures extraordinaires d'Adèle Blanc-Sec, de Luc Besson : la momie Nocibis

### Clip
- 2009 : Mental Disease, clip vidéo de Licia Chery

## Publication
- Isabelle Caro, La Petite fille qui ne voulait pas grossir, Paris, Flammarion, 2008, 303 p. (ISBN 978-2-08-121394-4)